# Тансман, Александр
Александр Тансман (пол. Aleksander Tansman, первоначально Танцман; 30 мая (12 июня) 1897, Лодзь, Российская империя — 15 ноября 1986, Париж) — польский и французский композитор, пианист и педагог.

## Биография
Из состоятельной еврейской семьи из Пинска. Его отец Мойше Танцман (1868—1908) умер когда Александру было 10 лет и он со старшей сестрой Терезой (1895) воспитывался матерью — Ханой Львовной Танцман (урождённой Гурвич, 1872—1935).
Учился в Лодзинской консерватории, с 1915 г. играл в городском симфоническом оркестре, который 21 мая 1916 года исполнил премьеру его первого оркестрового сочинения, Серенады (дирижёр Тадеуш Мазуркевич). Потом учился в Варшаве, параллельно с занятиями музыкой (педагог по композиции — Генрик Мельцер) изучал право в Варшавском университете. С 1920 года жил в Париже, за исключением военных лет (1941—1946), которые он провёл в США.
После оккупации Парижа в 1940 году бежал с семьёй в Ниццу, где жил в укрытии до получения американской визы в следующем году. Дружил с Равелем, Прокофьевым, Андресом Сеговией, позднее — со Стравинским (написал содержательную монографию о нём, 1949). Выступал как пианист-виртуоз и дирижёр, широко и с успехом концертировал во многих странах мира.
Первая жена (с 1924 года) — танцовщица из Румынии Анна Элеонора Брочинер (1904—1986). Вторая жена (c 1937 года) — французская пианистка Колетт Крас.

## Творчество
Для позднего периода творчества Тансмана характерно объединение особенностей музыки различных французских композиторов, не попавших под влияние А. Шёнберга и его последователей, яркая инструментовка, красочная гармония, а также использование элементов джаза. В некоторых работах Тансман сочетает приемы политональной музыки и атональной музыки с мелодикой польского фольклора, использует традиционные польские танцевальные формы. Порвал с традициями неоромантизма, придя к неоклассицизму, близкому к поискам Стравинского, Хиндемита, Пуленка, Казеллы. В послевоенные годы всё больше использовал еврейские элементы как в инструментальных, так и в особенности вокальных сочинениях. Работал в кино, сотрудничая с Ж. Эпштейном, Ж. Дювивье и др. Писал джазовую музыку.

## Произведения

### Сочинения для оркестра
- I Symfonia (1917)
- II Symfonia (1926)
- III Symfonia Symfonie concertante (1931)
- IV Symfonia (1939)
- V Symfonia (1942)
- VI Symfonia In memoriam (1943)
- VII Symfonia Liryczna(1944)
- VIII Symfonia Muzyka na orkiestrę (1948)
- IX Symfonia (1957)
- Rapsodie polonaise (1941)
- Muzyka na smyczki (1947)
- Capriccio (1953)
- Koncert na orkiestrę (1955)
- Symfonia kameralna (1960)
- Six movements для струнного оркестра (1961)
- Diptyque для камерного оркестра (1969)
- Quatre mouvements (1969)
- Hommage à Erasme de Rotterdam (1969)
- Stèle. In memoriam I. Stravinsky (1972)

### Концерты
- I Концерт для фортепиано (1925)
- II Концерт для фортепиано (1926)
- Концерт для альта (1936)
- Концерт для скрипки (1937)
- Концерт для гитары (1946)
- Концерт для кларнета (1955)
- Концерт для виолончели (1962)
- Концерт для флейты (1968)

### Оперы
- La Nuit Kurde (1925)
- Le Serment (Przysięga) (1955)
- Саббатай Цви/ Sabbataї Zèvi (1958)
- Соловей в садах Боболи/ Le Rossignol de Boboli (1965)

### Балеты
- Sextuor (1922)
- Lumières (1926)
- La grande ville (1932)
- Bric-à-Brac (1933)
- Mexico Américain (1945)
- Le roi qui jouait le fou (1947)
- Trois de Nuit (1949)

## Педагогическая деятельность
Среди учеников Тансмана — Кристобаль Альфтер, Кармело Бернаола, Леонардо Балада.

## Признание
Золотой знак Ордена Заслуг перед республикой Польша, Нагрудный знак «За заслуги перед польской культурой» (оба — 1983).

## Музыкальные посвящения Тансману
- Хенрик Гурецкий — Симфония № 4 «Эпизоды Тансмана» для фортепиано, органа и симфонического оркестра (2006)